# Безпритульні (фільм)
«Безпритульні» (інша назва Непутящі) — український радянський дитячий втрачений художній фільм-драма 1928 року, знятий режисерами Дмитром Ердманом і Яковом Геллером на Одеській кіностудії (ВУФКУ).

## Сюжет
В одному з невеликих портових міст у підвалі живе хлопчик Вася з батьком-п’яничкою та сестрою Ганусею. Щось не поділивши, друзі-п’яниці вбивають батька. Ганусю відправлено до дитячої колонії. Вася приєднується до гурту безпритульних. Одного дня ватажок безпритульних Коська та його друг, на прізвисько Матрос, затримують на вулиці дівчинку Алю – доньку швеця Чугунова – з метою отримати за неї викуп. Та доки Коська і Матрос домовляються з батьком  про викуп, Вася – йому доручили сторожувати Алю – відпускає дівчину, сам веде її до батька. Вирок безпритульних однозначний – це зрада. Коська і Матрос починають переслідувати хлопця. Втікаючи від Матроса, Вася потрапляє на вітрильник, що належить дитячій колонії. Там він зустрічає свою сестру Ганусю і залишається на вітрильнику матросом.

## У ролях
- С. Козлов — Костька, ватажок безпритульних
- Степан Васютинський — старий п'яниця
- Ірина Інсарова — Гануся, сестра Васі
- Василь Людвинський — Вася
- Ф. Хохлов — Чугунов
- Є. Тихоницька — Аля, дочка Чугунова
- Тригуб — В'юнок, безпритульний
- Юрій Чернишов — циганчук, безпритульний
- Володимир Уральський — завідувач комуною
- Анна Горічева — торговка
- Олександр Чуверов — двірник
- Х. Мурат — матрос

## Знімальна група
- Режисери — Дмитро Ердман, Яків Геллер
- Сценаристи — Лазар Френкель, Георгій Брасюк
- Оператор — Григорій Дробін
- Художник — Іван Суворов